# Брюссельський метрополітен
Брюссельський метрополітен (фр. Métro de Bruxelles, нід. Brusselse metro, нім. U-Bahn Brüssel) — система ліній метрополітену в Брюсселі. Складається з чотирьох ліній, деякі з яких мають спільні ділянки та станції. Загальна довжина ліній становить 49,9 км, кількість станцій — 59. Мережа метротраму (premetro) в Брюсселі складається з двох підземних ділянок, що використовуються Брюссельським трамваєм, але розроблені для пересадки на стандартні лінії метро. Підземні станції метротраму мають такий же вигляд, як і метрополітену. При цьому є кілька коротких підземних ділянок трамваю, які разом із лініями метро мають довжину 51,9 км та 69 станцій станом на 2008 рік.

## Історія

Схема розвитку до 2006 року

STIB/MIVB, що керує роботою метрополітену, була заснована 1954 року. Перша лінія метротраму була відкрита у грудні 1969 року, 1970 року було відкрито другу лінію. В 1972—1975 роках побудовано ділянку «зовнішнього кільця» метротраму. Зараз її використовують маршрути 23, 24 та 25. Станцію Rogier було відкрито у 1974 році як зупинку метротраму, з 2 жовтня 1988 вона функціонує як станція метро.
20 вересня 1976 року першу лінію метро з двома лініями було введено в експлуатацію. Того ж року відкрилася Північно-Південна вісь метротраму.
У 1988 році одна з ліній метротраму, разом з відкритими новими станціями, утворила нову лінію метрополітену (Line 2). У квітні 2009 року лінія 2 була добудована до кільця (проте конструкція однієї зі станцій не дозволяє їй функціонувати як кільцевій), разом із цим структура мережі різко змінилася.

## Лінії і станції
Брюссельський метрополітен має чотири лінії, які мають номери 1, 2, 5 та 6. Номери 3 та 4 відповідають маршрутам трамваю.
До реструктуризації в квітні 2009 року було три лінії: 1A, 1B та 2.
- Лінія 1 існує в своєму вигляді з 4 квітня 2009 року, коли лінію 1B, що пролягала між Stockel/Stokkel та Erasme/Erasmus, було скорочено до Gare de l'Ouest/Weststation. Ділянка між Gare de l'Ouest та Erasme зараз належить лінії 5. Лінія має 21 станцію, є спільна ділянка з лінією 5 між станціями Gare de l'Ouest та Mérode, а також з лініями 2 та 6 між Gare de l'Ouest та Beekkant. На Arts-Loi/Kunst-Wet лінія сполучається з 2 та 6.
- Лінія 2 утворена 4 квітня 2009 року з відкриттям ділянки між станціями Delacroix та Gare de l'Ouest/Weststation, що дозволило утворити кільце. Проте конструкція дворівневої станції Simonis не дозволяє потягам рухатися по колу в одному напрямку, тобто поїзд, що прибув на Simonis, має розвертатися і рухатися в протилежному напрямку.
- Лінія 5 існує з квітня 2009 року, об'єднавши ділянки 1B між Beekkant та Erasme, спільну частину 1А та 1В між Beekkant та Merede та власне ділянку 1А між Mérode і Herrmann-Debroux. Має 28 станцій та спільну секцію з першою лінією між Gare de l'Ouest/Weststation та Mérode, а також з лініями 2 та 6 між Gare de l'Ouest і Beekkant. Також сполучається з 2 і 6 на Arts-Loi/Kunst-Wet.
- Лінія 6 поєднує станцію King Baudouin на північному заході, зі станцією Simonis на північний захід від центра міста, потім утворює петлю навколо центра, закінчуючись знову на Simonis. Лінія має 25 станцій та 26 зупинок, оскільки зупиняється двічі на Simonis. 4 квітня 2009 року вона замінила лінію 1A між King Baudouin та Beekkant. Петля Simonis-Simonis також належить другій лінії. Окрім цього, лінія має спільну ділянку з лініями 1 та 5 між Gare de l'Ouest/Weststation та Beekkant. Пересадка на ці лінії також можлива на Arts-Loi/Kunst-Wet.

## Рухомий склад
Брюссельський метрополітен обслуговується 217 вагонами серії M1-M5, виготовленими
La Brugeoise et Nivelles, 
ACEC, 
Bombardier Transportation, 
Alstom та CAF і поставленими між 1976 та 1999 роками, 
а також 21 вагонів з шести вагонів нової серії M6 (також відомий як 'Boa'), що виготовляється CAF і поставляється в 2007 — 2012 роках. 
Новий тип поїзда, відомий як серія M7, буде введений в експлуатацію на лініях 1 і 5 у 2018 році і буде повністю автоматизований.

## Галерея

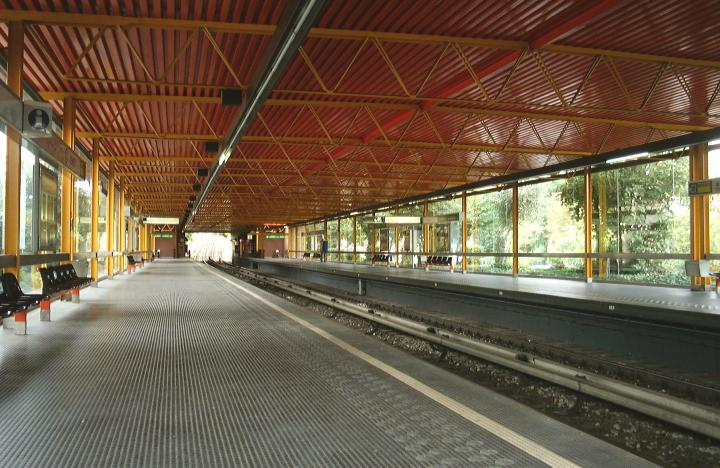
Demey
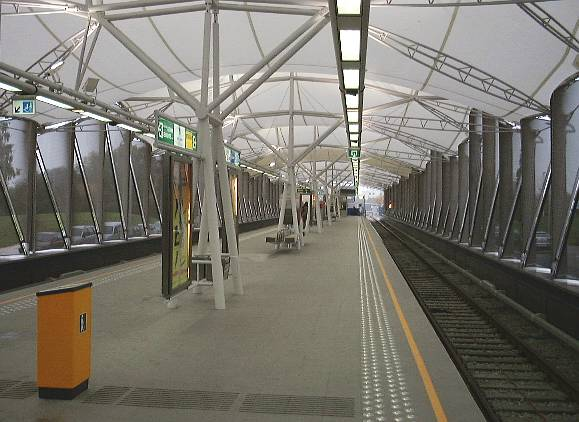
Erasmus / Erasme
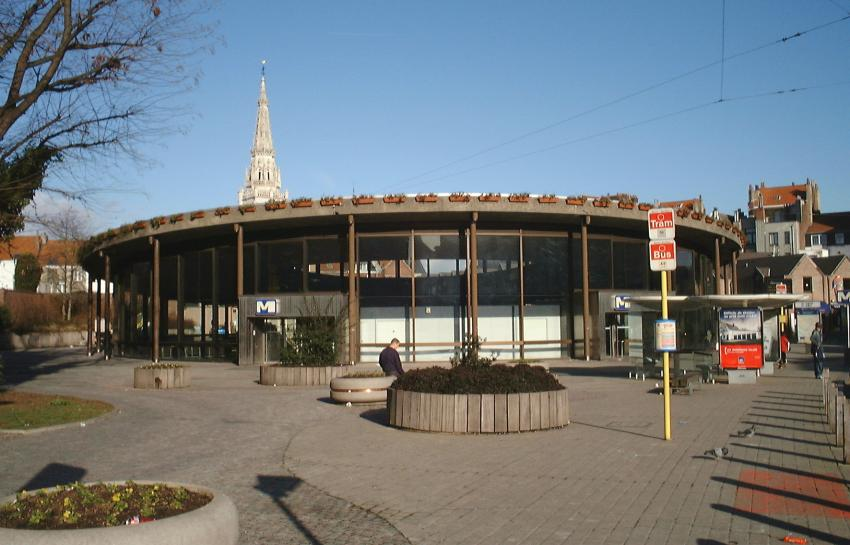
Sint-Guido/Saint-Guidon (вхід)
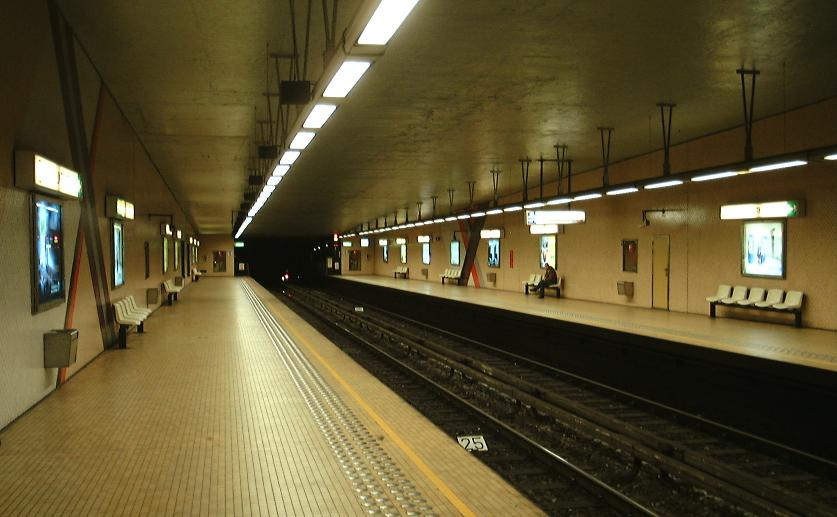
Hôtel des Monnaies/Munthof
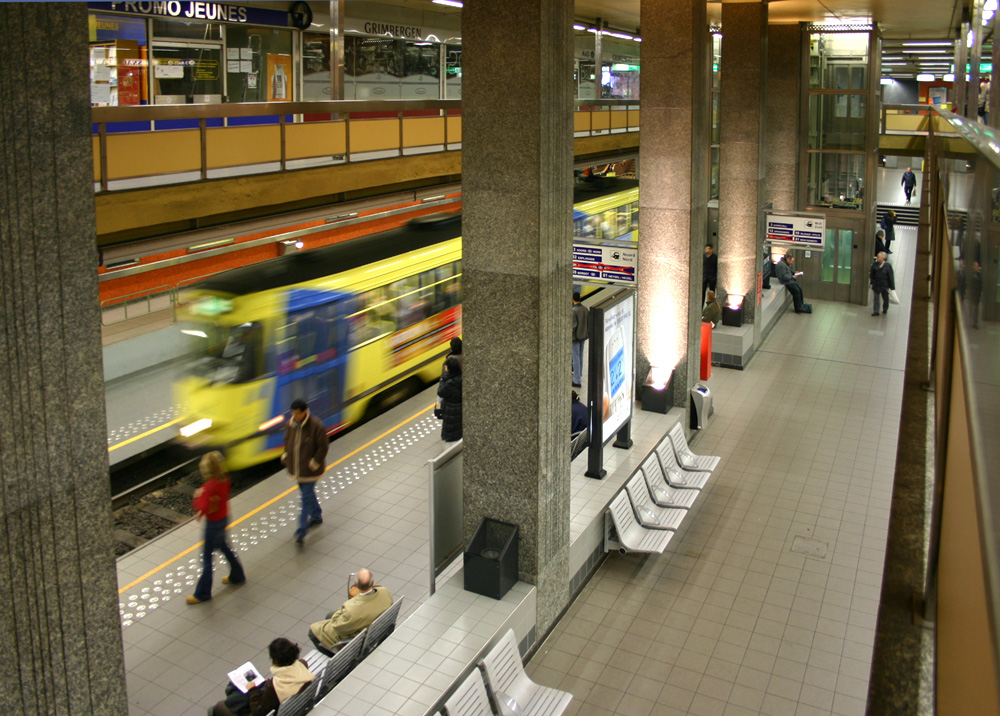
De Brouckère (метротрам)

## Цікаві факти
У 2007 році керівництво STIB ухвалило рішення врегулювати використання музичних інструментів у метро. Тепер музикантам забороняється грати у вагонах метро і на платформах. Винятки становлять ті станції, на стінах або на підлозі яких зображено скрипковий ключ. Щоб отримати дозвіл грати на станції, музикант повинен звернутися в спеціальний відділ і пояснити, на якій станції він хотів би грати і чому.

## Оплата проїзду
У метро Брюсселя існує кілька систем оплати проїзду, які відрізняються ціною та терміном дії квитків. Квитки на метро також дійсні для всієї системи громадського транспорту Брюсселя, трамваїв і автобусів. Для одноразових і нечастих поїздок найзручнішим способом буде оплата поїздок за допомогою безконтактної банківської картки, смартфона або смарт-годинника. У цьому випадку вартість однієї поїздки становить €2,10. Одноденні поїздки коштують 7,50 євро. При купівлі паперових квитків вартість проїзду становитиме €2,60, а денний квиток коштуватиме €8,00. Також можна оплатити проїзд поповнюваною карткою MoBIB, вартість якої становить €5. У цьому випадку разова поїздка обійдеться в €2,40, а необмежений проїзний абонемент на один день – €8,40. Картку MoBIB також можна поповнити квитками на 10 поїздок за ціною €16,80. Поїздка з аеропорту Брюсселя до центру міста коштуватиме 7,00 євро з безконтактною оплатою та 7,50 євро з паперовим квитком. Діти до 6 років можуть користуватися громадським транспортом у Брюсселі безкоштовно, якщо їх супроводжує дорослий з дійсним квитком.